# Lainsitz

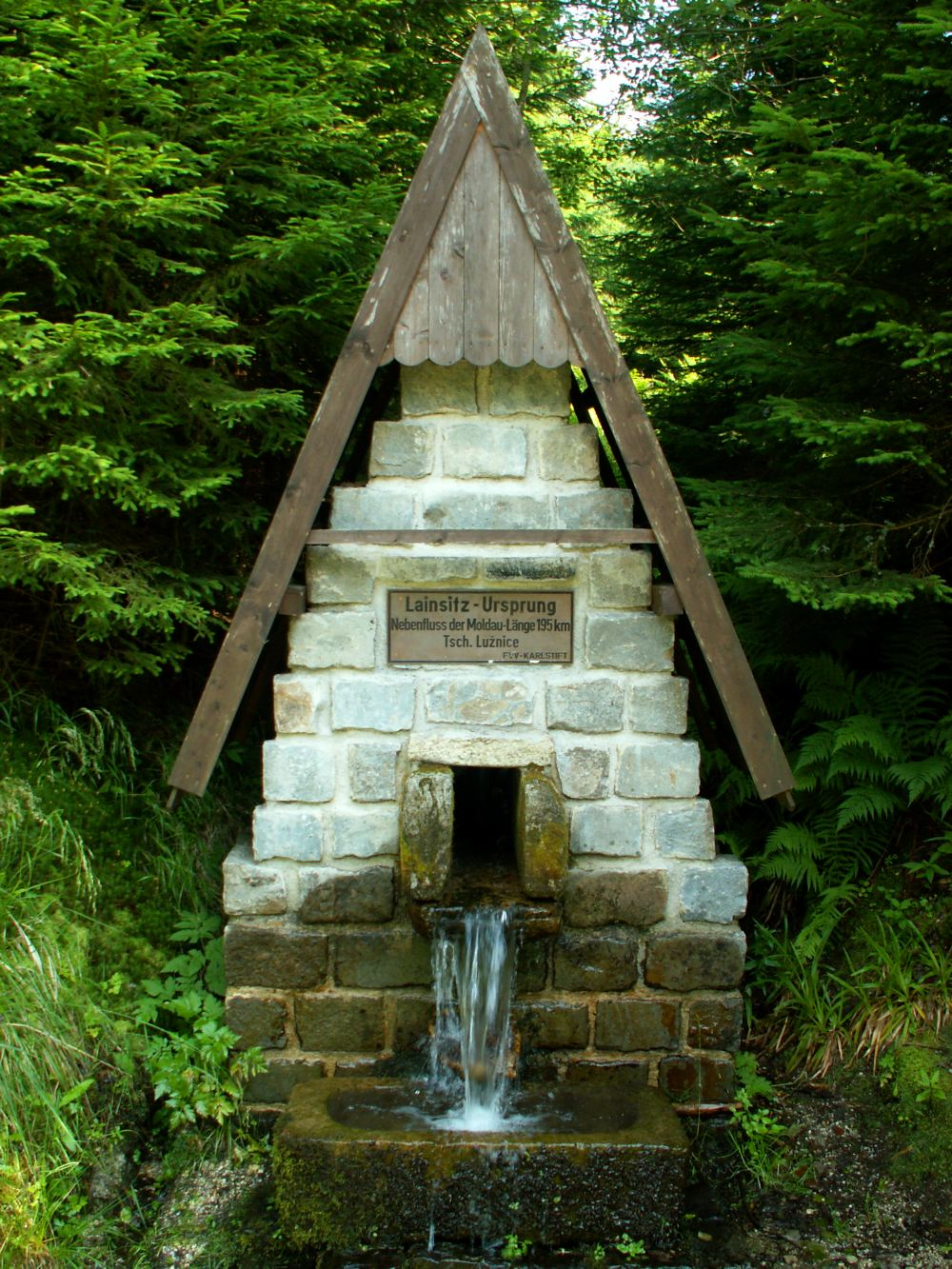
Lainsitzquelle

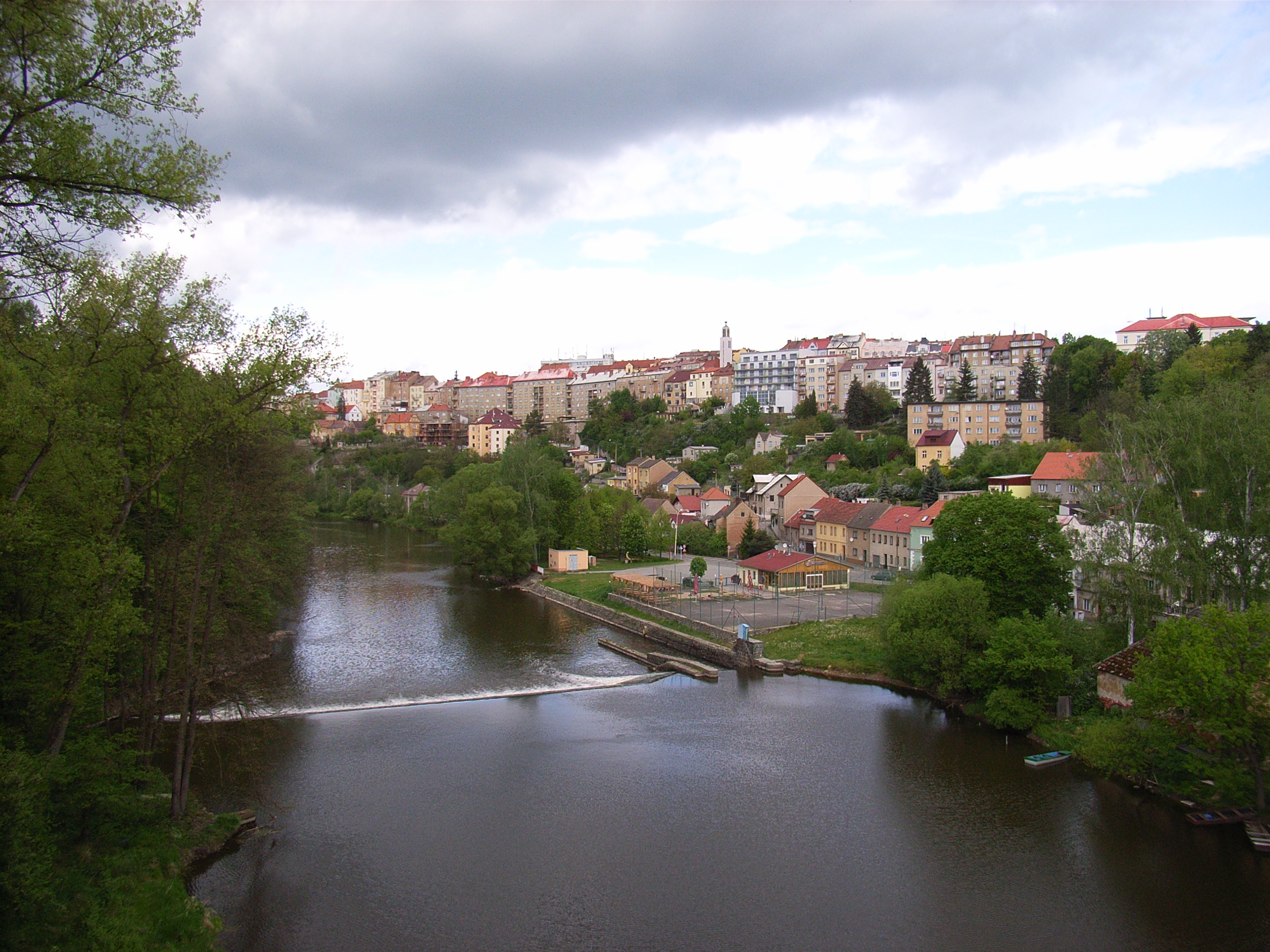
Lužnice in Tábor (2007)

Die Lainsitz, tschechisch Lužnice Ausspracheⓘ, ist ein Nebenfluss der Moldau in Österreich und Tschechien. Die Gesamtlänge beträgt etwa 200 Kilometer, davon 43 in Österreich. Der deutsche Name in Böhmen lautet analog zum tschechischen Namen Luschnitz. 
Die Lainsitz ist neben der Maltsch einer von zwei Flüssen in Österreich außerhalb Vorarlbergs, die nördlich der Europäischen Hauptwasserscheide zur Nordsee entwässern.

## Verlauf
Die Lainsitz entspringt im Freiwald am Aichelberg bei Karlstift im Waldviertel in 980 m ü. A. Nach zwei Kilometern wechselt sie bei Pohoří na Šumavě (Buchers) auf tschechisches Gebiet und fließt entlang der Grenze nach Norden. Bei Joachimstal, einem Gemeindeteil von St. Martin, kommt sie zurück nach Österreich. Sie umfließt den Wachberg, gelangt zur Stadt Weitra, ab Altweitra wird ihr Gefälle geringer. In der Stadt Gmünd wird sie kurz noch einmal Grenzfluss, bei Breitensee wechselt sie endgültig nach Tschechien. Sie und ihr Nebenfluss, der Braunaubach von Schrems, markieren die Europäische Hauptwasserscheide im Granit- und Gneisplateau. Südöstlich dieses Talzugs entwässert das Donaubecken bis tief in den Balkan zum Schwarzen Meer.
Die nächsten 100 Kilometer bis Planá nad Lužnicí müht sie sich durch das Wittingauer Becken mit insgesamt nur 100 Meter Gefälle. Oberhalb von Majdalena wird am Wehr Pilař der Goldene Kanal abgeleitet. Die Lainsitz durchfließt den nördlich von Třeboň liegenden größten Teich Mitteleuropas (Rosenberger Teich, 489 ha). Zum Schutz dieses Teiches vor Fluten wurde die Nová řeka errichtet, ein Kanal, der Lainsitzwasser in die Nežárka leitet.
Danach durchschneidet sie von Tábor bis zur Mündung in einem canyonartigen Tal mit bis zu 50 Meter Tiefe den Beckenrand, die Mittelböhmische Granithöhe. Bei Stádlec überspannt die einzige erhaltene tschechische Empire-Kettenbrücke den Fluss.
Nördlich von Týn nad Vltavou mündet sie auf etwa 350 Meter Seehöhe bei Neznašov in der Kořensko-Talsperre, einer Vorsperre der Orlík-Talsperre, in die Moldau.
Die Lainsitz ist der beliebteste Fluss für Wassertouristik in Tschechien. Bei üblichem Wasserstand wird sie von Suchdol nad Lužnicí befahren (125 km). Die Wehre Pilař, Dráchov, Čejnov und Červený mlýn gelten wegen der starken Gegenströmung im Unterwasser bei Wassersportlern zu den gefährlichsten in Tschechien.

## Zuflüsse
- Zuflüsse sind in Österreich der Braunaubach, in Tschechien die Dračice (Reißbach) (r), der Koštěnický potok (Neumühlbach) (r) bei Majdalena, die Nežárka (r) in Veselí nad Lužnicí und die Smutná in Bechyně.

## Naturschutz
Sowohl im gesamten Flussverlauf auf österreichischem Gebiet durch das Waldviertel als auch im weiteren Verlauf durch das Wittingauer Becken ist die Lainsitz ein Gebiet nach Ramsar-Konvention mit den Bezeichnungen Waldviertler Teich-, Moor- und Flusslandschaft sowie Teichgebiet Trebon und Moorgebiet Trebon.

## Name
Der Fluss ist 1162 als lateinisch fluvius Lunsnich ersturkundlich genannt. Es liegt slawisch Lunžъnica (‘Wiesenbach, Sumpfbach’) zugrunde.